# 중봉대로
중봉대로(重峯大路)는 대한민국 인천광역시 동구 송현동 송현사거리에서 청라국제도시를 거쳐 서구 경서동 경서삼거리, 인천광역시 서구 왕길동 검단1교차로에서 시작하여 왕길역을 거치고 금곡교차로까지 잇는 왕복 6차선 도로이다. 거리는 8.15km(미구간 포함 16km)이다.

## 연혁
- 2009년 7월 6일: 도로명으로 중봉대로를 고시

## 특징
이 도로는 청라국제도시를 지난다. 그리고 봉오대로와 교차하며, 경명대로에 도로가 끝나지만 인천광역시 서구 왕길동 검단1교차로에도 중봉대로가 있다. 이는 똑같은 도로이며, 혼동하지 말것. 나머지 인천광역시 서구 경서동 ~ 인천광역시 서구 왕길동 구간은 공사 예정으로 되어있다. 추후에 봉수대로와 종결할 계획도 있다. 그리고 검단2교차로에는 왕길역이 있어 인천 도시철도 2호선을 자유롭게 이용이 가능하며, 송현사거리 ~ 염전삼거리 구간은 국도 제6호선과 국도 제77호선의 일부, 전 구간은 국가지원지방도 제84호선의 일부이다.

## 유래
임진왜란 당시 의병장으로 충북 청주에서 왜적을 대파하고 금산싸움에서 7백 의병과 함께 전사한 조헌의 호를 땄다. 또한 경기도 김포시에 있는 동명의 도로인 중봉로도 이 도로와 같이 유래된 내용이 담겨 있다.

## 구간
- 송현사거리 (인중로)
- 염전삼거리 (염전로)
- 방축삼거리 (방축로)
- 인천교펌프장입구사거리 (백범로) (동구-서구 경계)
- 보도진로입구 (보도진로)
- 북항고가교
- 북항사거리 (건지로)
- 북항고가차도
- 서인천선착장입구사거리 (북항로)
- 율도입구사거리
- 원창고가교
- 중봉로 교차로 (봉오대로)
- 중봉지하차도
- 청중로 교차로 (청중로)
- 중봉교
- 경제로 교차로 (경제로)
- 호반베르디움 (청라한울로)
- 국제대로 교차로 (국제대로)
- 공촌1교
- 경서삼거리 (경명대로)
- 길 없음 (인천광역시 서구 경서동 ~ 인천광역시 서구 왕길동)
- 검단1 교차로 (원당대로)
- 검단2 교차로 (검단로)
- 금곡 교차로 (도로명 미정)